# Rio Boul Mare
O Rio Boul Mare é um rio da Romênia afluente do Rio Boul, localizado no distrito de Suceava.